# Dois Riachos
Dois Riachos este un oraș în statul Alagoas (AL) din Brazilia.